# Куршиновичи
Курши́новичи (бел. Куршы́навічы) — деревня в Ляховичском районе Брестской области Республики Беларусь. Входит в состав Гончаровского сельсовета. До мая 2013 года являлась административным центром и входила в состав Куршиновичского сельсовета. Население — 167 человек (2019).

## География
Куршиновичи находятся в 19 км напрямую на юг от города Ляховичи, 229 км от Бреста, 4 км от железнодорожного остановочного пункта Буды.
Близ границы с Минской областью. Местность принадлежит к бассейну Немана, рядом с деревней протекает несколько ручьёв, впадающих в Щару.
Через деревню проходит местная автодорога Гончары — Ганцевичи, ещё одна местная дорога ведёт из Куршиновичей в деревню Староселье. Ближайшая ж/д платформа Буды находится в 4 км от деревни (линия Барановичи — Лунинец).

## Этимология
Название деревни восходит к имени народности курши.
Название одноименное, от двухосновного балтско-литовского имени Kur-šin'as. В литовской антропонимии известны соответствующие именные основы Kur- i Šin-. Имя "Куршин" засвидетельствовано в Литовской Метрике (кн. 3): “Еремичу у Стародубе, што Куршинъ держалъ”.

## История
22 января 2014 года деревня Куршиновичи из Куршиновичского сельсовета включена в состав Гончаровского сельсовета.

## Население
- 1998 год — 631 житель, 214 дворов[6].

## Инфраструктура
В деревне работают отделение почтовой связи РУП «Белпочта», магазин Ляховичского РайПО, фельдшерско-акушерский пункт.
До 2010 года работала средняя общеобразовательная школа, которая упразднена 31.08.2010 (Решение Ляховичского райисполкома от 20.05.2010 № 473).

## Экономика
Основным производственным предприятием является СПК «Тальминовичи», в состав которого перешли земли используемые СПК «Куршиновичи» до 2008 г.

## Достопримечательности
- Курганный могильник периода раннего Средневековья (IX–XIII вв.), в лесу (Медвединское лесничество, квартал 83, выделы 2, 3), урочище Романовщина, с правой стороны от дороги с деревни Куршиновичи в деревню Гайнинец, 200 м на восток от железнодорожного переезда, 2,3 км на восток от деревни Куршиновичи —  Историко-культурная ценность Республики Беларусь, шифр 113В000477. Включён в Государственный список историко-культурных ценностей Республики Беларусь[8]. Находится в 400 м к юго-востоку от деревни, состоит из 26 насыпей[9].